# Kunlong
Kunlong est la capitale du canton de Kunlong dans l'État shan, en Birmanie.

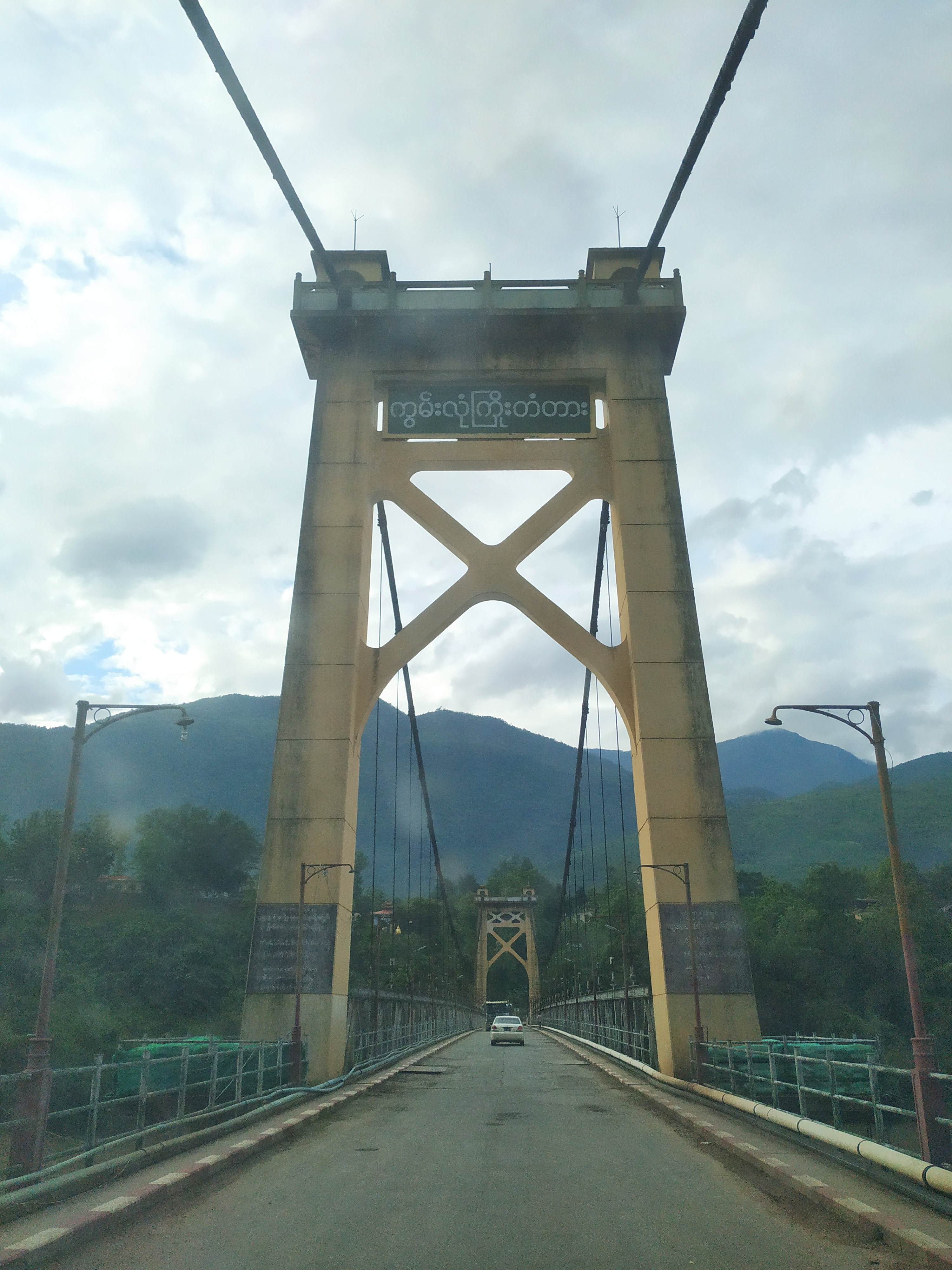
Pont suspendu de Kunlong

Le peuple Wa habite les collines surplombant immédiatement la vallée de Nam Ting .

## Histoire
Il y a eu une bataille de 42 jours entre le Parti communiste birman et l'armée birmane de novembre 1971 à janvier 1972 pour contrôler le pont stratégique de Kunlong.